# Atlixco
Atlixco (nahuatl) aːˈt͡ɬiːʃkoⓘ (del nahuatl: atl, ixtlatl, co ‘agua, valle, lugar’‘Lugar del valle de agua’), también conocida como Atlixco de las Flores,[cita requerida] es una ciudad que se localiza al suroeste de la ciudad de Puebla, en el estado mexicano de Puebla. Es la cabecera del municipio homónimo.
Recibió su título de «Heroica» debido a la batalla del 4 de mayo de 1862 que precedería a la batalla de Puebla del 5 de mayo de 1862 y por el "Batallón Libres de Atlixco" que apoyó al ejército nacional durante la fuerte guerra de intervención de México-Francia.
Es conocido por su buen clima y la gran actividad florística, comercial y turística que le valieron haber sido llamada Atlixco de las Flores y Granero de la Nueva España, durante la época virreinal.
El último domingo de septiembre, en la explanada del cerro de San Miguel, Atlixco se convierte en la sede de un festival en el que se reúnen los representantes de las once regiones culturales del estado de Puebla, festival que es llamado «Huey Atlixcáyotl» o Fiesta Grande de Atlixco  y que es patrimonio cultural del estado de Puebla.
En 1884, el Congreso local decretó que la cabecera municipal de Atlixco se llamara «Atlixco de Múgica y Osorio»; en honor al Benemérito del Estado de Puebla, Juan Múgica y Osorio.[cita requerida]

## Historia
Hacia el año 1100 d. C. el valle de Atlixco se hallaba ocupado por pobladores de origen Teochichimeca, Chichimeca y Xicalancas que bajo el dominio de la gran Tenochtitlan, se asentaron primeramente al poniente del cerro de San Miguel, hoy Solares Grandes. Estos primeros pueblos fundaron así Quauhquechollan (águila que huye) y que tiempo después llamaron Acapetlahuacan, 'lugar de la caña ancha', o también "lugar de división del señorío". Su posición geográfica hizo que fuera escenario de luchas entre los diversos grupos indígenas que estaban asentados en los alrededores. Los pueblos de Calpan, Huejotzingo y Cholula se disputaron en diversas épocas la posesión del valle, que con la llegada de los españoles se encontraba bajo el dominio de Huejotzingo.
La nueva población que fundaron fue también llamada Quauhquechollan, la actual Huaquechula a donde emigraron los de Calpan y los Huejotzincas.
Al crecer la comunidad española, se realizaron las gestiones necesarias ante la Corona para que se les autorizara la fundación de la Villa de Carrión. Don Pedro del Castillo Maldonado y Cristóbal Ruiz Cabrera fundaron la Villa de Carrión, hoy Atlixco, pasando a ser los primeros Alcaldes Ordinarios como consta en la Primera Acta de Cabildo del 22 de septiembre de 1579. En 1632, la cabecera fue designada independiente de Huejotzingo con 11 poblaciones a su cargo, y el 13 de marzo de 1706 se convirtió en una especie de señorío. Fue concedido por Felipe II en su Real cédula, expedida en Barcelona el 29 de septiembre de 1579.
El Escudo se halla entre un pabellón de grana con galón de oro, con el cual tiene por cimera una corona con una águila explayada. En su bordadura se halla un cheurrón y uñas cotizas por las que asoma un león naciente y una faja de oro que toca la barba de un escúdete con dos leoncillos en salto y otro rampante y dos columnas verticales. En la partición siniestra del escudo figura el Arcángel San Miguel con flamígera espada por ser el Patrono de la Ciudad de Puebla, de donde salieron los fundadores Villa de Carreón en el Valle de Atlixco; en la parte media del cuartel diestro hay otra águila en color sable y abajo dos barras con un tercer recubierto de oro.
La fertilidad del Valle hizo que la Villa de Carrión pronto fuera una importante zona agrícola, convirtiéndose ya para principios de siglo XVII en el primer granero de la Nueva España lo que llamó la atención de órdenes religiosas como la de los franciscanos, agustinos, carmelitas, mercedarios, juaninos y la de las monjas clarisas, que llegaron hasta el valle para edificar sus conventos. Atlixco ascendería a la categoría de ciudad el 14 de febrero de 1843 cuando por decreto del entonces presidente general Nicolás Bravo le reconoció su participación en el proceso de Independencia y la declaró ciudad con el nombre de Atlixco. El 19 de octubre de 1847 defiende la soberanía nacional de la invasión estadounidense por medio del batallón Libres de Atlixco quienes vencieron a los estadounidenses. Años más tarde, el 4 de mayo de 1862, un día antes de la Batalla de Puebla, los atlixquenses repelieron el ataque de las tropas conservadoras de Leonardo Márquez, obligándolo a retirarse, evitando de esta forma que sus tropas llegaran a reforzar a los franceses en Puebla siendo este un factor importante para alcanzar la victoria al día siguiente, este hecho histórico se conoce como la Batalla de Atlixco.
El 26 de noviembre de 1998 el H. Congreso del Estado declaró Heroica a la Ciudad de Atlixco.

## Tradiciones
- Huey Atlixcáyotl
- Huehue Atlixcáyotl
- Atlixcayotontli
- Villa Iluminada[11]
- Tapetes Monumentales
- Fiestas de Reyes
- Desfile de Calaveras[12]
- Feria de la Nochebuena
- Feria de la Cecina
- Quintonaltia Festival de Día de Muertos
- Valle de Catrinas
- Feria del Mezcal y Pulque
- Equinoccio de primavera

## Demografía
De acuerdo al último censo, realizado por el INEGI en 2010, en la localidad habitan 86 690 personas, que equivalen aproximadamente al 68% de la población del municipio, de 127 062 personas.

### Evolución demográfica
| Gráfica de evolución demográfica de Atlixco entre 1900 y 2010 |
|                                                               |
| INEGI                                                         |

## Personas destacadas
A continuación se presenta una lista de personajes que destacaron en diversas artes, humanidades, ciencias y otras prácticas, registrados en el Ayuntamiento de Atlixco y reconocidos por el Instituto Nacional para el Federalismo y el Desarrollo Municipal (INAFED):
- Alfonso de la Mota y Escobar       (1560-1621)
- Lorenzo de Orta, sacerdote        (1579-1653)
- Cristóbal Ruiz de Cabrera (Xicatzin), sacerdote     (1590-1640)
- María Aguilar Velarde, conocida como María Águeda de San Ignacio   (1560-1756)
- Diego Nava, abogado         (        -1680)
- Antonio Garfías, sacerdote        (1722-1723)
- José Luis Rodríguez Alconedo, pintor      (1761-1814)
- Francisco Morales Van den Eyden, pintor      (1811-1884)
- Francisco Pablo Vázquez        (1831-1847)
- Ignacio Enciso, licenciado, gobernador      (1835-        )
- Juan N. Quintana, abogado        (1844-1925)
- Ignacio Pérez Salazar         (1850-1915)
- Rafael Cajica, sacerdote, escritor       (1864-1890)
- Isaac Ochoterena, biólogo        (1885-1950)
- Amado R. Vicario, presidente       (1885-        )
- Saúl Rodiles, profesor        (1885-1951)
- José Antonio Legaria, abogado       (siglo XVIII)
- Sor Micaela Rodríguez de Alconedo, poetisa     (siglo XVIII)
- Teófilo Ariza, violonchelista        (1895-1966)
- Salvador Toscano, abogado        (1912-1949)
- Don Roberto Rangel Vital, Político (1921-2010)
- Agustín Reyes Ponce        (1916-1988)
- Rafael Moreno Valle, doctor ortopedista      (1917-2016       )
- Enrique Ángeles Pablo Tenorio, periodista (1928-      )
- Héctor Azar, Dramaturgo         (1929-2000)
- Ignacio Rodríguez Zárate, escritor
- Rodolfo Arronte, Político (1923-2015)
- Ismael González Méndez, contador       (1939-2014)
- Celoso Fuentes Ramírez, político       (1950-...)
- José Francisco Conde Ortega, poeta, narrador, ensayista y cronista (1951, 2020)
- Gonzalo Río Arronte, Filántropo y Empresario (1912-1999)
- Ricardo Pérez Quit Dramaturgo      (1958-....)
- José Santiago Carrasco Domínguez,   Médico (1951-2011)
- Rubén Rangel García, Abogado y Político (1954-2022)

## Cronología de presidentes municipales
- Luis R. Hidalgo (1951-1954)
- Silvino Bouzas Balboa (1954-1954)
- Filiberto Rodríguez Múgica (1954-1957)
- Benjamín López Velarde (1957-1960)
- Luis Sánchez Domínguez (1960-1963)
- José Luis Minutti (1962-1962)
- Graciano Tecanhuey Morales (1963-1969)
- Pablo Maurer Avalos (1969-1972)
- Manuel Lira Arrazola (1972-1972)
- Vicente Alonso Villarcel (1972-1975)
- Jesús Ponce Hernández (1975-1978)
- Antonio Arnal González (1978-1981)
- Manuel Martínez Pérez (1981-1984)
- Samuel Franco Díaz (1984-1987)
- Luis Justo Carrión Tejeda (1987-1988)
- Amaro Guevara (1988-1990)
- José Domínguez (1990-1991)
- Miguel Ángel Ordóñez (1991-1993)
- José Luis Solano González (1993-1996)
- Neftalí Salvador Escobedo Zoletto (1996- 1999)
- José Luis Galeazzi Berra (1999-2002)[17]
- Felipe Velázquez Gutiérrez (2002-2005)
- Manuel Vargas Martínez (2005-2008)
- Eleazar Pérez Sánchez (2008-2011)
- Ricardo Camacho Corripio (2011-2014)
- José Luis Galeazzi Berra (2014-2018)
- Guillermo Velázquez Gutiérrez (2018-2021)
- Ariadna Ayala (2021-2027)

## Denominación como Pueblo Mágico
Durante la inauguración de la Feria Nacional de los Pueblos Mágicos 2015, celebrada en la ciudad de Puebla, Atlixco recibió la denominación como “Pueblo Mágico”.

## Lugares de interés

### Hospital Municipal de San Juan de Dios
Uno de los pocos hospitales de la época de la colonia que sigue conservando su uso original, así como una fuente de piedra que representa a San Adrián luchando con un león.

### Pinacoteca San Juan de Dios
En la Pinacoteca podrás apreciar la colección de la vida de San Juan de Dios, fundador de la orden de los "Juaninos" quienes se encargaban de los hospitales en la Nueva España. El acceso a la pinacoteca municipal se solicita previa cita en las oficinas de turismo. A un lado del hospital se encuentra la iglesia dedicada a San Rafael Arcángel, a quienes los juaninos se encomendaban.

### Templo de la Merced
El templo de la merced fundado en 1612 y dentro de ella se resguarda una colección de pinturas invaluables del siglo XVII que hacen alusión a la Orden de Nuestra Señora de la Merced, además podrás admirar la espléndida fachada del templo considerada una obra maestra del estilo barroco de Atlixco.

### Viveros
Atlixco es un productor agrícola altamente reconocido a nivel nacional e internacional por su gran variedad y calidad de árboles ornamentales y frutales así como de plantas y flores para huerto o decoración.
En 1938 exportó un árbol de aguacate que sobrevivió a los climas extremos de la ciudad de California, años después los estadounidenses volvieron a la ciudad de Atlixco para mostrar sus agradecimientos y plantar un árbol en el centro de la ciudad, haciendo así un homenaje al árbol con el cual comenzaron ellos sus huertos de aguacates en dicha ciudad. Comenzando así el reconocimiento mundial de sus productos.
Esta ciudad ofrece al mundo exposiciones de toda la flora que se cultiva en la colonia Cabrera,  "La feria de las flores" en el mes de septiembre y "La feria de la noche buena" en el mes de noviembre y diciembre, donde se exhiben alrededor de 25 mil plantas de esta peculiar flor navideña en sus 27 variedades, desde la típica color roja, hasta la flor de dos colores, ambos eventos se realizan en el centro de convenciones.